# Челишев Михайло Іванович
Миха́йло Іва́нович Че́лишев (8 листопада 1888, село Саблуково Арзамаського повіту Нижньогородської губернії, тепер Арзамаського району Нижньогородської області, Російська Федерація — 23 грудня 1937, в'язниця міста Махачкали, тепер Дагестан, Російська Федерація) — радянський діяч, голова Московського губернського та обласного судів. Член Центральної контрольної комісії РКП(б) у 1920—1922 роках. Член ВЦВК.

## Життєпис
Народився в селянській родині.
Член РСДРП(б) з 1914 року. За революційну діяльність був декілька разів заарештований.
Після Лютневої революції 1917 року — член Канавинського районного комітету РСДРП(б) Нижньогородської губернія.
У 1918 році — голова Нижньогородського районного комітету РКП(б); завідувач організаційного відділу Нижньогородського губернського комітету РКП(б).
У березні 1921 року брав участь у придушення Кронштадтського повстання.
На 1927 рік — голова кримінально-касаційної колегії Верховного суду РРФСР.
11 грудня 1928 — 9 липня 1929 року — голова Московського губернського суду. 
9 липня 1929 — 15 листопада 1930 року — голова Московського обласного суду. Одночасно, до вересня 1929 року — уповноважений Народного комісаріату юстиції РРФСР по Московській області. 
Потім — заступник народного комісара юстиції РРФСР. До 1935 року — член і заступник голови комісії по амністії при ВЦВК РРФСР.
У 1935 — липні 1937 року — заступник голови Верховного суду Дагестанської АРСР.
6 липня 1937 року заарештований органами НКВС у місті Махачкалі. 23 грудня 1937 року помер у в'язниці міста Махачкали.
Посмертно реабілітований 23 листопада 1955 року.